# Bandera de Venezuela
La bandera de Venezuela es uno de los símbolos más importantes de este país. Es tricolor: amarillo, azul y rojo y consta de tres franjas horizontales de igual tamaño y en el medio de la franja azul ocho estrellas blancas de cinco puntas colocadas en forma de arco con la convexidad hacia arriba.  
Las ocho estrellas representan a las provincias que firmaron el Acta de Independencia de Venezuela (añadiendo la provincia de Guayana).
Fue adoptada por primera vez como la bandera nacional de Venezuela el 3 de agosto de 1806, durante la Confederación Americana de Venezuela, siendo modificada por los gobiernos posteriores hasta llegar a la versión actual, definida en 2006 por la Asamblea Nacional.

## Construcción de la bandera
La Ley de Bandera Nacional, himno nacional y escudo de armas de la República constituye que está formada por los colores amarillo, azul y rojo, en franjas unidas, iguales y horizontales en el orden que queda expresado, de superior a inferior y, en el medio del azul, ocho estrellas blancas de cinco puntas, colocadas en arco de círculo con la convexidad hacia arriba.
Las proporciones totales, la forma del arco de estrellas y los colores exactos de la bandera venezolana no han sido definidos de manera oficial y varían mucho popularmente.

## Historia

### Dominación española

Bandera española de la armada de 1785 empleada por la Constitución de Cádiz.

Cruz de Borgoña, enseña militar de los ejércitos españoles.

Venezuela bajo dominación hispánica no tuvo bandera oficial, ya fuera para la capitanía general o para las provincias, sino que se usaban las enseñas del Imperio español, del cual formaba parte. La última bandera española que usó Venezuela fue la rojigualda adoptada en 1785, aún en uso por el Reino de España, y completamente sustituida por el pabellón tricolor de Miranda el 24 de julio de 1823 tras la victoria patriota ante los realistas en la Batalla Naval del Lago de Maracaibo y la expulsión definitiva de las fuerzas españolas en el país

### Insurrección de Curimagua
Es referida por el historiador venezolano Vinicio Romero Martínez bajo la presunción de la existencia de un documento en el cual un funcionario la designó como una «tela morada del resto» planteada en esa revuelta.
Fue usada durante la insurrección de los negros libres y esclavos; mulatos libres e indios, estos últimos respecto a los tributos, unos exentos (los caquetíos) y otros demorados (los jiraharas y «ajaguas»), encabezado por el zambo labriego José Leonardo Chirino y los negros «Cristóbal Acosta» y Juan Bernardo Chiquito.

### Conspiración de Picornell, Gual y España
La noche del 13 de julio de 1797 fue descubierta la conspiración del pedagogo Juan Picornell, el capitán Manuel Gual y el teniente justicia mayor José María España, quienes fueron hechos prisioneros, y en cuyo poder fue hallado el diseño de su bandera. Contaba esta bandera de seis franjas, dos horizontales y cuatro verticales, las horizontales blanca y azul; la blanca triple ancho de la azul y en su centro un sol; en la azul las cuatro estrellas blancas; y las verticales en el siguiente orden: amarillo, rojo, blanco y azul.
En el informe remitido al rey Carlos IV de España por el gobernador y capitán general de la Capitanía General de Venezuela, Pedro Carbonell Pinto Vigo y Correa, el 28 de agosto de 1797, le dice:

Sus casas fueron registradas; y en la de Gual se encontraron varios papeles, muchos de su puño y letra, y algunos de otra que, aunque desconocida, se infiere sea del reo Juan Picornell, un diseño de la bandera y escarapela quatricolor que pensaba usar, alusivas a las cuatros clases de blancos, pardos, negros e indios; a igual número de provincias: Caracas, Maracaibo, Cumaná y Guayana; a los fundamentos que se proponía: igualdad, libertad, propiedad y seguridad.
Pedro Carbonell Pinto Vigo y Correa, 28 de agosto de 1797.

El distintivo para ser conocidos era llamarse hermanos y usar escarapela cuatricolor blanca, azul, amarilla y encarnada.
Pedro Carbonell Pinto Vigo y Correa, 28 de agosto de 1797.

En el manuscrito referido a Juan Picornell, dice el artículo 44:

Será la divisa una escarapela cuatricolor, a saber: blanca, azul, amarilla y encarnada.
Juan Picornell.

En una carta de Manuel Gual enviada a un amigo que figuraba en el proceso de aquella intentona, entre otras cosas le dice:

Le incluyo también una bandera que dará a Vuecencia una idea de mis deseos sobre la forma de Gobierno. El sol, símbolo de la patria y la igualdad, que es la ley, que debe ser una para todos; las cuatro estrellas son las cuatro provincias de Cumaná, Guayana, Maracaibo y Caracas; y las cuatro franjas la unión intima para la gran causa.
Manuel Gual.

Actualmente esta bandera es usada como símbolo regional del Estado Vargas.

### Colombeia

Bandera descrita por Francisco de Miranda Rodríguez (1801).

El 24 de mayo de 1801, en la ciudad de Londres, el general Francisco de Miranda Rodríguez presentó un proyecto de materiales y equipos que necesitaba para su ejército, denominado «columbiano», e incluía la relación de su bandera con el arcoíris y definió los tres colores de la divisa que eran el rojo, amarillo y azul, y los ordena en tres franjas.

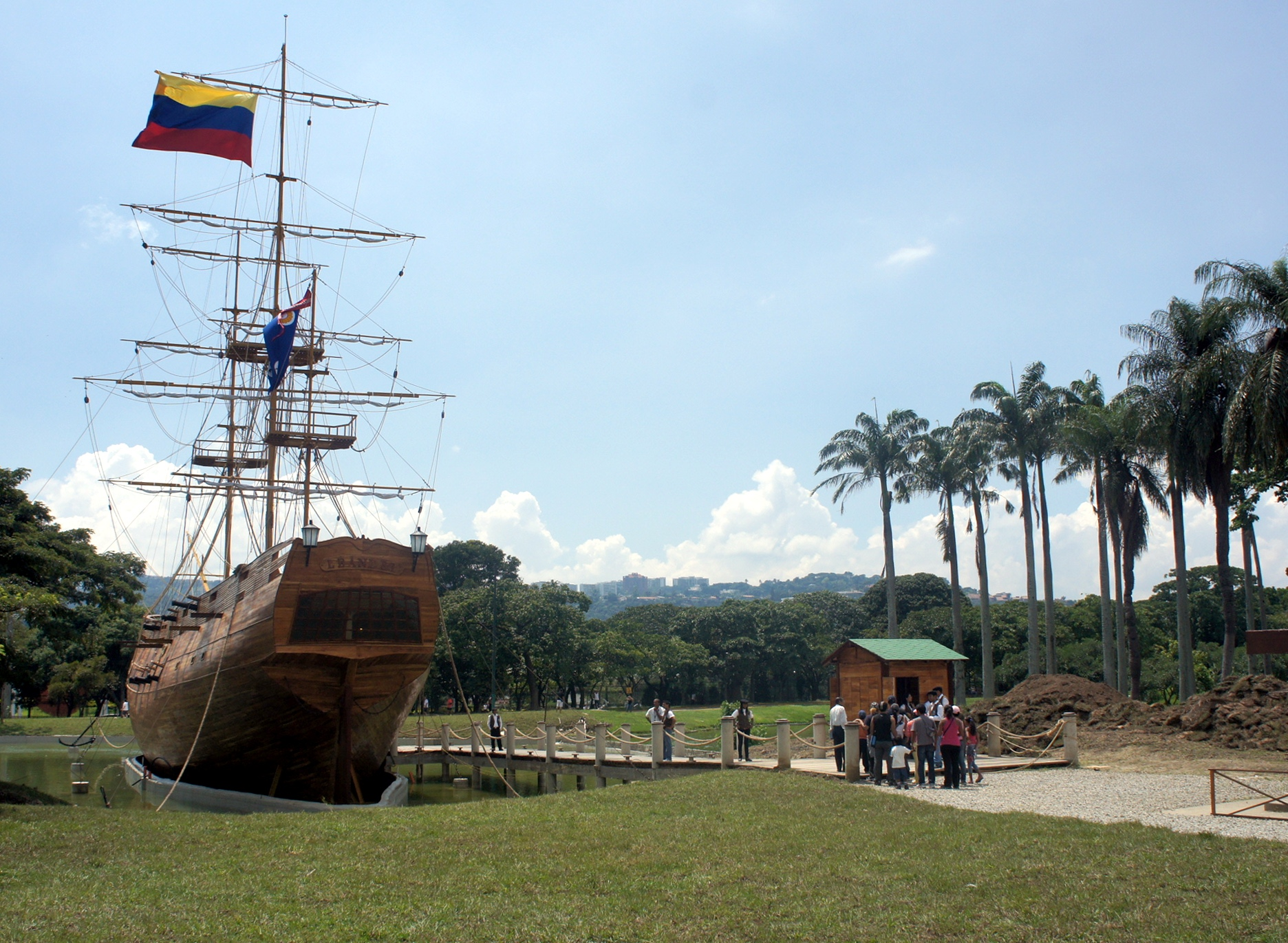
Réplica del Leander en el parque Francisco de Miranda, Caracas.

Para mediados de 1805, Miranda ya tenía suficientes recursos económicos y apoyo político para financiar su proyecto. Fue entonces cuando el 3 de febrero de 1806, la expedición heterogénea, integrada por alemanes, ingleses, rusos, portugueses, italianos, polacos, franceses, americanos y austriacos, entre otros, que en su mayoría eran vagos y criminales de los muelles de Nueva York y Brooklyn, enrolados por el carnicero «John Fink» con promesas de fortuna, partieron desde Staten Island, Nueva York, hacia Jacmel, Imperio de Haití (actualmente República de Haití), a bordo de un bergantín de unas 200 toneladas y 16 cañones, comprado por Miranda en los Estados Unidos de América, con los 20 000 dólares que donó el comerciante Samuel Ogden y otras contribuciones, al cual bautizó con el nombre de su pequeño hijo, «Leander», comandado por el capitán hondureño Thomas Lewis. Iban 200 personas a bordo, entre los cuales se encontraba el coronel «Kirkland». El buque iba abarrotado de materiales de guerra e inclusive llevaba una imprenta con sus operarios. El efectivo que integraba la fuerza de desembarco era de 183 hombres.
El 17 de febrero de 1806, en una orden general a su ejército, Miranda fijó el color para cada uno de los cuerpos:

La Infantería vestirá en azul y amarillo; la artillería en azul y rojo; los rifleros en verde, y los dragones en amarillo y azul.
Francisco de Miranda Rodríguez, 17 de febrero de 1806.

### Banderas de Ocumare de la Costa
A las ocho y cuarto de la mañana del 28 de abril de 1806, la expedición ya se encontraba en Ocumare de la Costa, Capitanía General de Venezuela, donde por sorpresa el bergantín y las goletas «Argos» y «Celoso» al mando del teniente de navío Agustín Blanco Maldonado, atacaron ferozmente a la goleta «Bacchus», al poco tiempo la goleta bajó sus velas y echó ancla, rindiéndose a los guardacostas. A las once de la mañana, el «Leandro» entró a enfrentar a los guardacostas. Se intercambiaron disparos pero los tres buques estaban muy distantes para que alcanzaran sus balas. Thomas Lewis intentó una maniobra de alejamiento para separar a los guardacostas con el fin de enfrentarlos unitariamente, pero estos no la siguieron sino que se dirigieron contra las dos goletas de la expedición ahora indefensas al alejarse de ellas el «Leandro». La maniobra fracasó y concluyó en la captura de las dos goletas y 57 tripulantes a manos de los guardacostas. Pero aun así, Miranda no se daría por vencido y emprendió una replegada táctica hacia la isla de Bonaire, donde se abastecieron de agua. El 1 de mayo se dirigieron hacia la isla de Granada.
Entre los materiales capturados se encontraban; retratos de Miranda, proclamas, uniformes, algunas banderas y artículos, las cuales fueron llevadas a Caracas y mandadas a quemar en la Plaza Mayor (hoy Plaza Bolívar) por el capitán general Guevara Vasconcelos el 4 de agosto, mientras que los 57 prisioneros fueron trasladados hacia los calabozos del Castillo de San Felipe, en Puerto Cabello. Diez oficiales serían ahorcados y descuartizados el 21 de julio en presencia de los habitantes de la ciudad, y sus cabezas enviadas a varias ciudades de Venezuela para ser exhibidas como advertencia para el escarnio público, los condenados a muerte fueron: el primer teniente Miles Hall; el oficial «Jhon Ferris»; el mayor Thomas Donahue; el capitán de la Bacchus, James Gardner; el teniente Francis Ferguson; el capitán Thomas Billops; el teniente «Paul George»; el capitán de caballería Gustavo Bergood; el teniente Daniel Kemper y el teniente «Charles Jhonson»; los otros 47 prisioneros desfilando en silencio en presencia de los cadáveres de sus compañeros fueron trasladados hacia Cartagena de Indias y otras ciudades de Hispanoamérica, donde sufrirían prisión por más de diez años en los oscuros calabozos, algunos lograron escapar. El primer teniente e impresor americano Miles Hall ha sido considerado como el primer mártir de la imprenta en Venezuela.
Carlos Medina Chirinos, en su obra «Observaciones sobre la bandera venezolana», teniendo como referencia la carta que, desde Caracas, le hace fray Mateo de Espinoza a su hermano en Cumaná, dice:

Bandera de Miranda para su proyectado Ejército con el nombre de «Columbiano» (1806).

Entre los dibujos aparecidos en el Archivo de Indias de Sevilla, referentes a la expedición de Miranda de 1806, hay un modelo de bandera con los colores siguientes: negro, rojo y amarillo, horizontales, con esta leyenda al margen de cada uno de esos colores: negros, pardos, indios, respectivamente; arriba, fuéra de bandera, se lee este letrero: "Bandera de Miranda para su proyectado Ejército con el nombre de Colombiano".
Carlos Medina Chirinos.

Por su valor histórico, en el año 2006 el Consejo Legislativo del Estado Miranda adoptó los colores, tamaño y disposición de la antigua bandera militar de Miranda, como bandera propia de esa región agregándole un escudo de armas y 6 estrellas representativas de los municipios de esta entidad federal.

Pabellón de Miranda en su corbeta (1805-1806).

En abril de 1806 fueron apresados dos de los barcos de la expedición del Precursor en las costas de Ocumare; de ellos se tomaron las banderas revolucionarias que el 4 de agosto del mismo año hizo quemar Guevara Vasconcelos en Caracas i Puerto Cabello, con el retrato i otros papeles del invasor. Los dibujos de tales banderas fueron a dar a manos del Rey, lo mismo que el de la de Gual i España de 1797.
Carlos Medina Chirinos.

La otra bandera, de las varias que trajo el Precursor en 1806, es toda azul, sobre éste, un sol que brota de las aguas; en el centro del azul, la faz de la luna llena, i arriba, fuéra de la bandera, un gallardete rojo, en el cual se lee; 'Muera la Tiranía i Viva la Libertad'; abajo, fuéra de bandera, se lee: 'Pavellón de Miranda en su Corveta.' Suponemos que a estos colores, azul, amarillo i rojo ha debido referirse el Teniente Biggs cuando habla de colores del arco iris en su Crónica, porque en este 'Pavellón de Miranda en su Corveta' aparece el amarillo del sol, el azul del paño y el rojo del gallardete, pero de ningún modo resulta tricolor, porque en él existe el blanco de la luna llena...
Carlos Medina Chirinos.

Simbolizada por el sol, la libertad americana se levanta en el horizonte, en tanto que el poderío de España, representado por la luna, comienza a declinar. El 3 de agosto de 2006 el gobierno regional del Estado Falcón la decretó como bandera del estado por su significado y relación históricos con la región.

### Bandera de Coro

Bandera izada por Miranda en el Leander.

Bandera descrita por Francisco Labastida (1806).

En la madrugada del 3 de agosto de 1806, la expedición desembarcó en el puerto de La Vela de Coro. Mientras los buques descargan su artillería y los fortines de La Vela respondieron, así como mosqueteros desde los arbustos en la playa, Francisco de Miranda Rodríguez y sus hombres se precipitan a tierra e inmediatamente se dirigieron a los fortines para capturarlos, lo que lograron rápidamente. Fue entonces en las aspilleras del fortín de San Pedro, al amanecer, que el sol naciente mostró flameando el tricolor de «Columbia». Igualmente, fue izada en los lugares más destacados de la ciudad de Coro, como la torre de la iglesia parroquial (actual catedral). El avance de las tropas invasoras hacia Coro fue relativamente fácil, entrando el 4 de agosto a la ciudad. Sin embargo, para la desgracia de Miranda, los pueblos estaban abandonados por sus habitantes, pues las autoridades habían difundido historias terribles de lo que les harían los invasores: «como un pirata que venía a saquear sus pueblos». Solo quedaron en el pueblo aquellos que no habían podido fugarse por razones de salud o avanzada edad, así como los presos de la cárcel.
Miranda envió emisarios con proclamas y banderas de tregua para invitar a los ciudadanos a volver a sus hogares, pero nadie acogió su invitación debido al verdadero sentir de los pueblos hacia España.
Pasaron los días y los habitantes no retornaron. Algunos soldados monárquicos se encargaron de hostilizar a las tropas de avanzada y se corrió el rumor de que estaban a punto de llegar refuerzos para las tropas monárquicas. Ya para el 10 de agosto un consejo de guerra, en el que participó Miranda, decidió reembarcar y abandonar las plazas el 13 de agosto. Una vez retiradas las fuerzas invasoras, las autoridades formaron causa para averiguar los pormenores de lo que había sucedido. Varios de los testimonios de los habitantes confirmaron que los colores de la bandera izada por Miranda en el Leander eran amarillo, azul y el rojo, aunque no todos coincidían con el mismo orden. Por ejemplo, entre los testimonios del diseño de ese pabellón estuvo el de Francisco Labastida, mayordomo de la iglesia parroquial. Fue interrogado el 19 de agosto por el comandante de la guarnición de Coro, capitán «Juan de Salas».

Mandó izar en la torre parroquial una bandera de lanilla de tres colores en fajas o bandas: una azul, superior, en el medio amarilla y abajo encarnada.
Francisco Labastida, 19 de agosto de 1806.

La razón por la cual Miranda invirtió los colores de la bandera tricolor amarillo, azul y rojo fue porque esta había sido capturada y quemada.

### Cucarda de los Revolucionarios

Cucarda de la Junta Suprema Conservadora de los Derechos de Fernando VII (1810-1811).

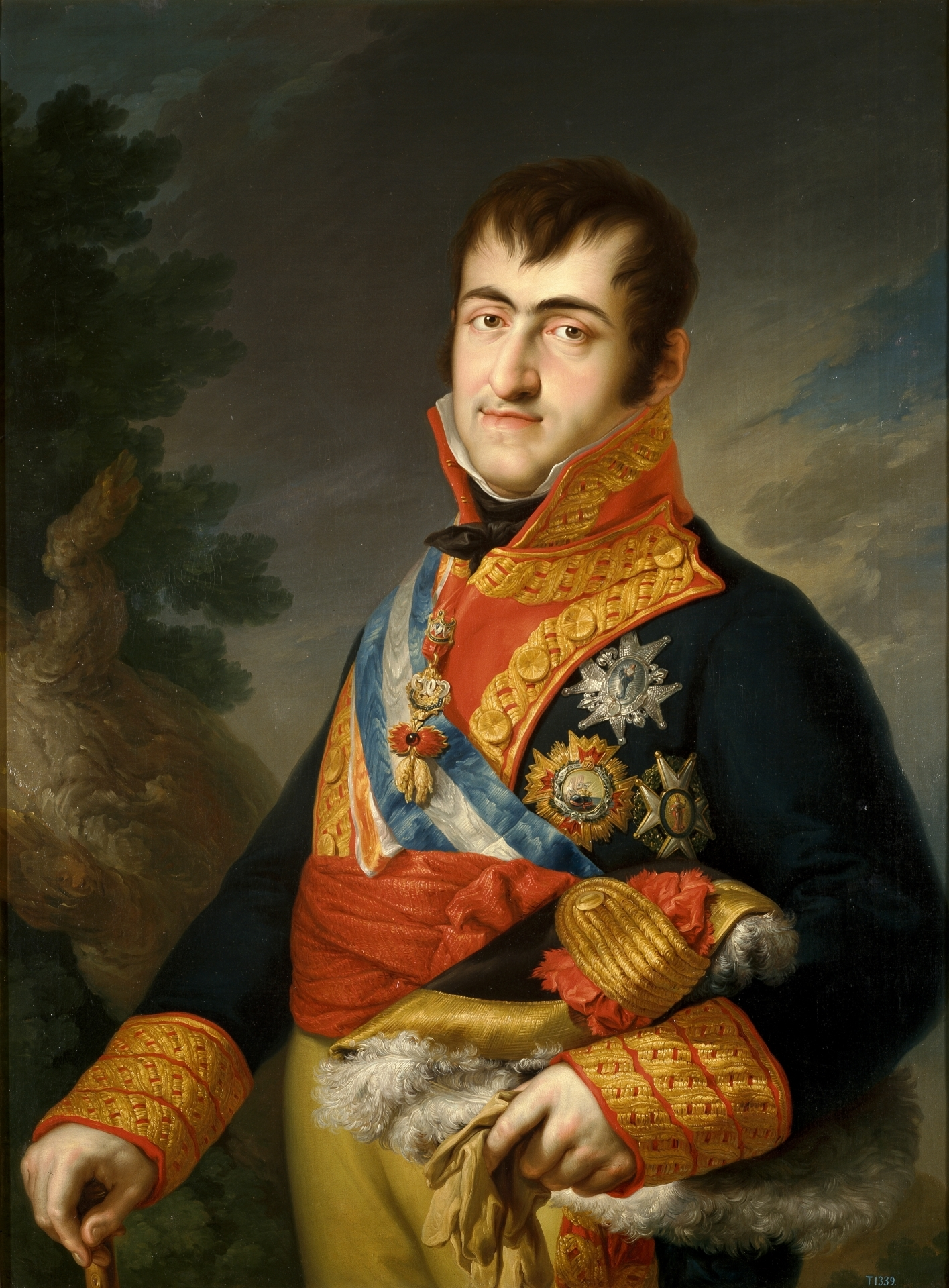
Fernando VII de España (1784-1833).

A raíz del movimiento revolucionario del 19 de abril de 1810 (inspirada en la Conspiración de los Mantuanos), el 4 de mayo del mismo año la «Junta Suprema Conservadora de los Derechos de Fernando VII» estableció por medio de la Gazeta de Caracas, el uso de una cucarda que debían portar en el brazo izquierdo los revolucionarios. Tenía esta los colores: rojo, amarillo y negro, con las letras «FVII».

Se ha fijado e interpretado la cucarda que se ha permitido llevar a los habitantes de Venezuela en la forma siguiente:
Los colores rojo y amarillo significan la Bandera Española que nos es común, y el negro nuestra alianza con la Inglaterra, tímbreados éstos con el retrato, o las iniciales del augusto nombre de Fernando FVII, a cuya libertad se han dirigido los esfuerzos combinados de ambas Naciones y los votos generales de la América.
Gazeta de Caracas, N.º 96, Viernes 4 de mayo 1810.

Entre los testimonios de las autoridades monárquicas de la Capitanía General de Venezuela que fueron expulsadas después del 19 de abril de 1810, estaba el coronel Manuel del Fierro, quien al llegar a la Capitanía General de Puerto Rico declaró entre otras cosas lo siguiente:

Se estableció una cucarda de los colores rojo, amarillo y negro, timbreados éstos con el retrato o letras iniciales del nombre de Fernando VII.
Manuel del Fierro.

Otro lo constituye una hoja impresa sin pie de imprenta, fechada en Caracas el 24 de octubre de 1810, dirigida a los «Generosos Caraqueños» y referente al uso de la cucarda, dice lo siguiente:

La Cucarda roja, amarilla y negra, con las iniciales de nuestro Rey Fernando, que es el distintivo con que todas las naciones conocen ya a los ilustres Caraqueños.
Caracas, 24 de octubre de 1810.

### Confederación Americana de Venezuela

Bandera presentada por Miranda al Congreso de las Provincias Unidas de Venezuela.

Bandera nacional de Venezuela aprobada por el Supremo Congreso (1811-1812).

Segunda bandera nacional venezolana usada desde 1812 hasta la caída de la Primera República.

Iniciada la revolución de 1811 el 5 de julio en la que las provincias de Barcelona, Barinas, Caracas, Cumaná, Margarita, Mérida y Trujillo declararon su independencia del gobierno español, se nombró una comisión «para la asignación de la bandera y cucarda nacional a los señores Miranda, Clemente y Sata...», este último se ocuparía de la cucarda nacional.El día 9 de julio del mismo año, el Supremo Congreso de Venezuela aprobó el diseño presentado por los diputados Francisco de Miranda Rodríguez y Lino de Clemente y Palacios, fue el tricolor amarillo, azul y rojo de franjas horizontales, que tenía la amarilla ocupando la mitad superior de la superficie, y las azul y rojo ocupando la mitad inferior, en partes iguales. En la bandera nacional figuraba el siguiente añadido: un rectángulo con una india, sentada en una roca, con un asta que remataba en gorro frigio en la mano derecha, y el sol que se asoma sobre el horizonte; junto a la india, emblemas de comercio, las ciencias y las artes; un caimán y vegetales; detrás de ella la inscripción «Venezuela» y a sus pies una cinta con la palabra «Colombia», refiriéndose al continente americano.
El 15 de febrero de 1812, el congreso cambió el escudo de armas de la india a uno que era un cóndor que sostenía en sus garras izquierdas flechas y en las derechas un caduceo coronado de un gorro frigio. En el pecho del cóndor había un sol que tenía como centro un número 19, que recordaba el 19 de abril. Sobre el cóndor había un lema en latín que rezaba: «Concordia Res Parve Crescunt» traducible al castellano como: «Los Estados Pequeños se Engrandecen con la Concordia».

### Bandera de Cartagena de Indias

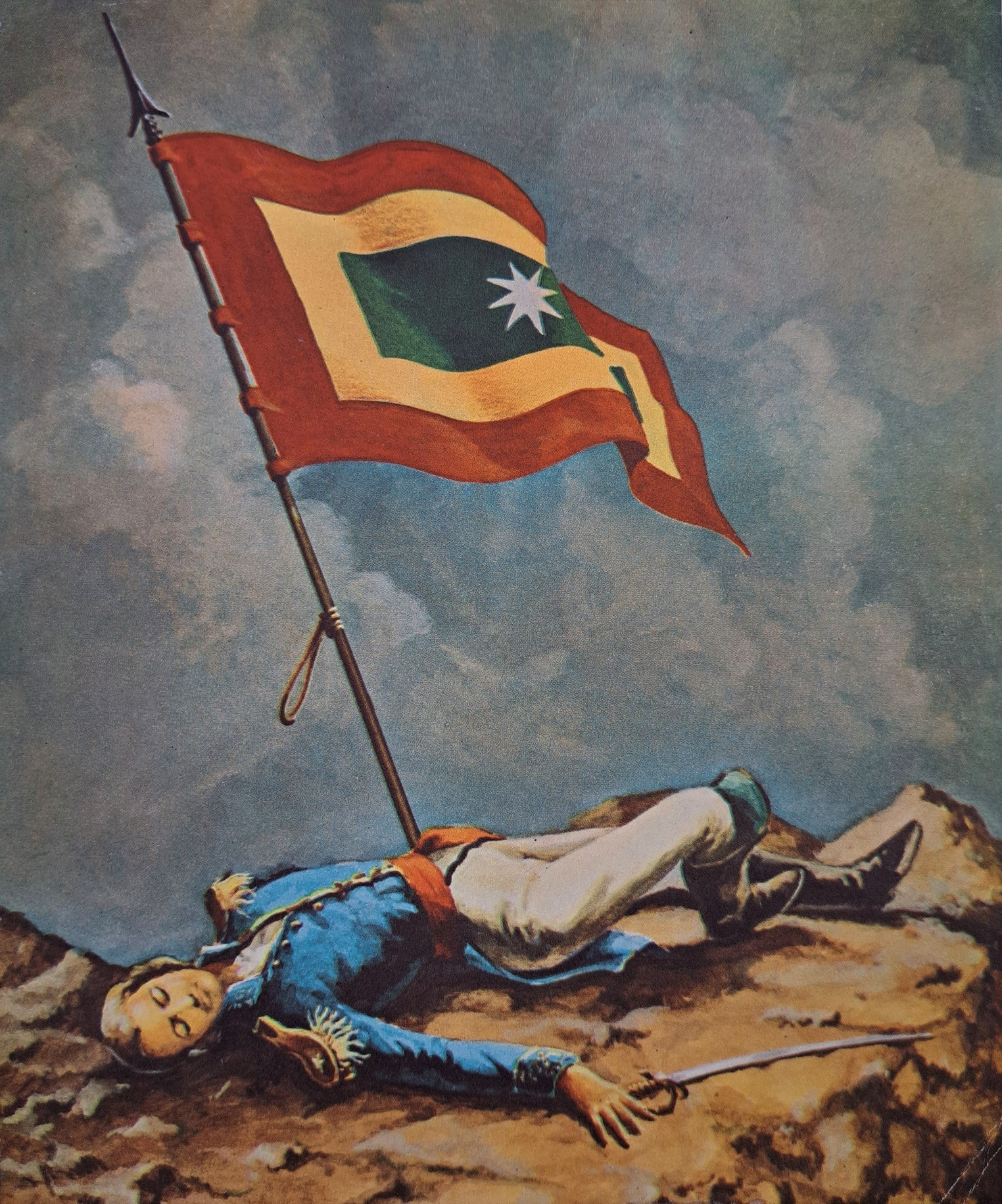
Muerte del coronel Atanasio Girardot.

Bandera de Cartagena, utilizada por las tropas de Simón Bolívar en 1813.

Esta bandera cuyo diseño es; cuadrilongo rojo, amarillo y verde, con la estrella de ocho puntas en el centro, concebida el 17 de noviembre de 1811, y posteriormente adoptada por el congreso de las Provincias Unidas de la Nueva Granada como bandera nacional el 26 de abril de 1814, era la bandera usada por las tropas del general Simón Bolívar, en especial durante la Campaña Admirable. Se tiene como evidencia la muerte del coronel Atanasio Girardot, que la llevaba el 30 de septiembre de 1813 a la hora de morir y plantarla en la cima del monte Bárbula.
La respuesta de Bolívar a una carta enviada por el presidente en comisión del congreso de las Provincias Unidas de la Nueva Granada, don «Juan Marimón», escrita en Cartagena el 3 de abril de 1815, dice lo siguiente:

Me dice V. E. que se ha enarbolado en la Popa el pabellón de Venezuela. En la Popa no se ha enarbolado ninguna bandera: se han hecho, sí, señales con una de un batallón granadino, de colores, amarillo, verde y encarnado. Si hubiera una nacional estaría enarbolada.
Simón Bolívar, 3 de abril de 1815.

### Retorno de la Bandera Mirandina
El 30 de octubre de 1813, Bolívar le escribió al gobernador de la provincia de Margarita, general Juan Bautista Arismendi, mencionando dicha bandera:

El pabellón que la victoria ha enarbolado en todos los pueblos de Venezuela y que debe adoptar toda la nación, es el mismo que se usaba en la primera época de la República.
Simón Bolívar, 30 de octubre de 1813.

### Banderas del Gobierno Federal

#### Bandera del 17 de mayo
El 12 de mayo de 1817 en la ciudad de Pampatar, provincia de Margarita, las autoridades emanadas del Congreso de Cariaco, restablecieron el gobierno federal que había desaparecido al caer la Confederación de Venezuela el 25 de julio de 1812, donde se comprometieron a respetar y cumplir la Constitución Federal para los Estados de Venezuela restableciendo automáticamente la bandera nacional del año 1811, pero como consecuencia de las contingencias de la guerra, el escudo de armas se hace difícil de hacer al no contar con personas que se aprestaran a bordarlo; por tal motivo, el Poder Ejecutivo decretó el 17 de mayo, que para el uso de los buques de guerra de la República de Venezuela se colocaran siete estrellas azules en el campo amarillo, como símbolo de las siete provincias que componen la república; Barcelona, Barinas, Caracas, Cumaná, Margarita, Mérida y Trujillo.

El Respetable Poder Ejecutivo en decreto del día ha declarado que deben usarse en las Banderas de los buques de guerra de la Escuadra de la República de Venezuela siete estrellas azules en campo amarillo, en representación de sus siete Provincias, y los Mercantes sólo la tricolor. Y os lo comunico de orden del mismo Respetable Poder para vuestra inteligencia. Palacio de Gobierno. En Pampatar, mayo 17 de 1817.

CASIANO BEZARES
Honorable Almirante Capitán General de Mar y Tierra, Luis Brion.
Oficio del Secretario del Gobierno Casiano Bezares al Almirante Luis Brion, 17 de mayo de 1817.

#### Bandera del Libertador
Tras la victoriosa Campaña de Guayana, el general Simón Bolívar incorpora la octava estrella al tricolor sobre el campo amarillo, en representación de la nueva provincia liberada. En el palacio de gobierno de Angostura, el 20 de noviembre de 1817, Bolívar dictó el siguiente decreto:

SIMÓN BOLÍVAR, Jefe Supremo etc.
Habiéndose aumentado el número de las provincias que componen la República de Venezuela por la incorporación de la Guayana decretada el 15 de octubre último, he decretado y decreto:
Artículo único.— A las siete estrellas que lleva la bandera nacional de Venezuela se añadirá una, como emblema de la Provincia de Guayana, de modo que el número de estrellas será de ahora en adelante de ocho.
Dado firmado de mi mano, sellado con el sello provisional del Estado y refrendado por el Secretario de Despacho, en el Palacio de Gobierno de la ciudad de Angostura, a 20 de Noviembre de 1817—7.º.
SIMÓN BOLÍVAR.
Simón Bolívar, 20 de noviembre de 1817.

### Banderas de Colombia

#### Bandera de 1819
El 3 de junio de 1818 en Angostura, el libertador Simón Bolívar le envió una carta a don Luis López Méndez, entonces «Agente de los negocios de la República de Venezuela en Londres», diciéndole que le enviara un ejemplar de la bandera nacional y que habrá un nuevo diseño de escudo armas, mismo que sería usado un año después en la naciente República de Colombia.

La misma adoptada por el Congreso Constituyente de Venezuela. El sello se ha variado por efecto de las vicisitudes de la guerra. Ultimamente he mandado romper uno semejante al del Gral. Miranda, es decir, la imagen de la Libertad en el centro con el moto Venezuela Libre dividido en los dos costados.
Simón Bolívar, 3 de junio de 1818.

En el año 1819, el Soberano Congreso de Venezuela, al dictar la «Ley Fundamental de la República de Colombia» sancionada por Simón Bolívar como presidente, dispuso que el pabellón nacional de la nueva república sería decretado por el Congreso General y que entre tanto se seguiría usando el de la República de Venezuela «por ser más conocido».

#### Banderas de Cúcuta
El 6 de mayo de 1821 se instaló en Villa del Rosario de Cúcuta, el Congreso General y se inició considerando una nueva versión de la «Ley Fundamental de la República de Colombia», que reemplazaría la dada por el Soberano Congreso de Venezuela en el 1819.
En la sesión del 26 de junio quedó aprobada, como de la República de Colombia, la bandera nacional de la República de Venezuela.

Se dio por terminada la 1.ª discusion de los arts. 7.º, 10.º, 13.º, y 14.º de la Ley Fundamental, habiéndose aprobado la proposición que hizo el Sr. Castillo y apoyó el Sr. Presidente: que se declarase por de la
República el pabellón de Venezuela, y que la Comisión de Legislación informe sobre las armas y cuáles deban ser.
Congreso de Cúcuta, 26 de junio de 1821.

Debido a la desorganización y la presión del poder ejecutivo para la aprobación de una nueva «Ley Fundamental», en la sesión del 12 de julio, el congreso volvió a dejar la bandera nacional en un estado «provisional». Al día siguiente, el doctor Pedro Gual hace ver que no hay texto sobre el escudo de armas y se resolvió reformar el decreto, sancionado el 18 de julio:

Art. 11. Mientras el congreso no decrete las armas y el pabellón de Colombia, se continuará usando de las armas actuales de Nueva Granada y pabellón de Venezuela.
Congreso de Cúcuta, 13 de julio de 1821.

El 27 de septiembre se admite el proyecto de ley para determinar el escudo de armas. El 28 de septiembre se realizó la primera discusión y observaciones al artículo 11.
El 4 de octubre, el congreso cambió el escudo de armas mediante la ley «Designando las armas de la República», sancionado el 6 de octubre.

Designando las armas de la República
El Congreso general de Colombia
ConsiderandoQue por el artículo 11.º de la Ley Fundamental de la República le corresponde designar las armas, que deben distinguirla en lo venidero entre las naciones independientes de la tierra, ha venido en decretar y decreta lo siguiente:
Art. 1. Se usará en adelante en lugar de armas de dos cornucopias llenas de frutos y flores de los países fríos, templados y cálidos, y de las fasces colombianas, que se compondrán de un hacecillo de lanzas con la segur atravesada, arcos y flechas cruzados, atados con cinta tricolor por la parte inferior.
Congreso de Cúcuta, 4 de octubre de 1821.

De la adopción de este escudo de armas se dieron dos diseños de bandera nacional. Inicialmente se usó el escudo de armas en el campo amarillo, pero luego, sin explicación, se cambió el escudo de armas al centro de la bandera.
El motivo por la cual se cambió nuevamente el escudo de armas a uno más «neutral», seguramente fue el descontento de Venezuela, debido a que la Nueva Granada reemplazó el escudo venezolano de 1819.

### Bandera de 1830
Al consumarse el movimiento conocido como «La Cosiata», Venezuela y Nueva Granada se separaron de la República de Colombia el 13 de enero de 1830, el Congreso Constituyente reunido en la ciudad de Valencia decretó, con fecha 14 de octubre, el mismo pabellón nacional para la república, variando solamente el escudo de armas, con la diferencia que las cornucopias serán vueltas para abajo y en la parte inferior llevará la inscripción «Estado de Venezuela». Sancionado por el presidente del Estado de Venezuela, general José Antonio Páez y el secretario interino del estado en el despacho del interior Antonio Leocadio Guzmán.

Art. 1.º Es escudo de armas para el Estado de Venezuela, será desde la publicación de este decreto, el mismo de Colombia, con la diferencia que en campo de oro las cornucopias serán vueltas para abajo, y en la parte inferior de la orla llevarán la inscripción Estado de Venezuela. Regirán en clase de provisionales hasta que la próxima legislatura determine sobre la materia.
Decreto N.º 54, 14 de octubre de 1830.

Posteriormente el escudo de armas llegó a usarse sin el óvalo, con las cornucopias en campo de oro y orlado por esta divisa: República de Venezuela.

### Bandera de 1836
En 1834, el Senado de la República proyectó el siguiente pabellón nacional:

Los colores del Pabellón Nacional de Venezuela serán: amarillo, azul y carmesí en listas iguales horizontales en el orden en que quedan expresados de superior a inferior.
Senado de la República, 1834.

El decreto del 18 de abril de 1836 que fue refrendado el día 20 de abril por el vicepresidente de la república encargado del Poder Ejecutivo, Andrés Narvarte, reforma el de 1830 sobre escudo de armas y señala el pabellón nacional, refiriéndose a este reza lo siguiente:

El Senado y la Ca. de R. de la Ra. de Venezuela reunidos en Congreso, considerando: Que el decreto de 14 de Octubre de 1830 designó provisionalmente el escudo de armas de la República dejando el Congreso Constituyente a los constitucionales la facultad de fijarlo de un modo permanente, decretan:
Art. 1.º Las armas de Venezuela serán un escudo, cuyo campo llevará los colores del pabellón venezolano en tres cuarteles. El cuartel de la derecha será rojo, y en él se colocará un manojo
de mieses, que tendrá tantas espigas cuantas sean las provincias de Venezuela, simbolizándose
a la vez la unión de éstas bajo su sistema político y la riqueza de su suelo. El de la izquierda
será amarillo y como emblema del triunfo llevará armas y pabellones enlazados con una corona
de laurel. El tercer cuartel que ocupará toda la parte inferior será azul y contendrá un caballo
indómito blanco, empresa de la Independencia. El escudo tendrá por timbre el emblema de la
abundancia que Venezuela había adoptado por divisa, y en la parte inferior una rama de laurel
y una palma atadas con giras azules y encarnadas, en que se leerán en letras de oro las
inscripciones siguientes: Libertad – 19 de abril de 1810 – 5 de julio de 1811.
Art. 2.º El pabellón nacional será sin alteración alguna el que adoptó Venezuela desde el año de
1811 en que se proclamó su independencia, cuyos colores son amarillo, azul y rojo en listas
iguales horizontales y en el orden que quedan expresados de superior a inferior.
Art. 3.º Las banderas que se enarbolen en los buques de guerra, en las fortalezas y demás
parajes públicos, y las que desplieguen los agentes de la República en países extranjeros,
llevarán las armas de la Nación en el tercio del color amarillo inmediato a la asta.
Art. 4.º Se colocarán las armas nacionales en las salas y puertas exteriores del Congreso, del
Poder Ejecutivo, diputaciones provinciales, concejos municipales, tribunales de justicia y demás oficinas públicas.
Art. 5.º Se deroga el decreto de 14 de Octubre de 1830. Dado en Caracas a 18 de abril de 1836, 7.º y 26.º.
Decreto N.º 213, 18 de abril de 1836.

### Banderas de la Federación
Tuvieron vigencia en los cuarteles, en los campos de batalla y en los buques de la armada, para las fuerzas federalistas. La bandera de 1836 continuaría siendo la oficial del país durante la Guerra Federal, especialmente para representar al gobierno central hasta el fin del conflicto.

#### Bandera del 25 de febrero de 1859
A las ocho de la noche del domingo 20 de febrero de 1859, estalló en la ciudad de Coro un movimiento revolucionario que reconoció como jefe militar de la provincia al comandante Tirso Salaverría y como gobierno provisorio a una junta compuesta por los señores Nicolás Saldarriaga, «José Toledo» y «Pedro Torres». El 25 de febrero dicha junta decretó que el pabellón nacional sería el de la extinguida República de Venezuela (refiriéndose al cambio de denominación, pues, con la revolución, la República de Venezuela pasaba a llamarse Estados Unidos de Venezuela) con la adición de siete estrellas azules en la franja amarilla como representación de las siete provincias que habían constituido la federación venezolana en 1811.

El GOBIERNO PROVISIONAL DEL ESTADO CORO
En ejercicio de las funciones generales de la Federación
DECRETA:
1.º El Pabellón Nacional es el de la extinguida República de Venezuela, con la adición de siete estrellas azules en la franja amarilla, para simbolizar con su número las siete provincias que constituyeron la Federación Venezolana del año undécimo.
El Ejército y la Armada usarán este pabellón hasta que la Asamblea General de los Estados decrete lo que creyese conveniente.
Dado en Coro, a 25 de febrero de 1859, Año 1.º de la Federación.
NICOLAS SALDARRIAGA.—JOSE TOLEDO.—PEDRO TORRES.
Gobierno Provisional del Estado Coro, 25 de febrero de 1859.

#### Bandera de junio de 1859
Transcurridos cuatro meses de guerra (junio), en la ciudad de Barinas el general Ezequiel Zamora, denominado «General del Pueblo Soberano» dictó un decreto por el cual disponía que el pabellón de los estados federales fuera el mismo de la república, con la diferencia de que en la franja amarilla llevaría veinte estrellas azules, simbolizando las veinte entidades que habían de constituir la federación venezolana.

El Pabellón de los Estados Federales es el mismo de la República, con la diferencia que en la franja amarilla llevará veinte estrellas azules, que simbolicen las veinte Provincias que forman la Federación Venezolana.
Ezequiel Zamora.

### Bandera de 1863

Bandera nacional del Estado de Venezuela/Estados Unidos de Venezuela (1863-1905)

Al triunfar los rebeldes liberales en la Guerra Federal después del denominado Tratado de Coche y la asunción del mariscal Juan Crisóstomo Falcón como presidente, decretó el 29 de julio de 1863 que las estrellas fueran 7 de color blanco colocadas en la franja azul formando 6 de ellas un círculo y la séptima dispuesta en el centro de este:
La presencia de las estrellas blancas en la franja azul compensan un poco el efecto óptico.

Juan C. Falcón, Presidente de la Federación venezolana, considerando: 1.º Que es de necesidad determinar la colocación de las siete estrellas con que los pueblos han distinguido el pabellón nacional en la gloriosa guerra de la Federación: 2.º Que la transformación política que ha verificado la República, obliga del mismo modo á hacer las correspondientes modificaciones al escudo de armas fijado por acto legislativo de 20 de abril de 1836, decreto:

Artículo 1.º: El pabellón nacional será el tricolor que adoptó Venezuela al declararse independiente;
cuyos colores son amarillo, azul y rojo, en listas de igual latitud horizontales y en el orden que quedan expresadas de superior a inferior.
Artículo. 2.º: Las siete estrellas se colocarán en medio de la lista azul, formando seis una circunferencia y la séptima en el centro de ella.
Artículo 3.º: Las armas Federación Venezolana serán el mismo escudo que ha usado hasta hoy la República, dividido en tres cuarteles. El cuartel de la derecha será rojo y en él se colocará un manojo de mieses que tendrá tantas espigas cuanto sean los estados de la Federación. El de la izquierda será amarillo, y como emblema del triunfo llevará armas y pabellones enlazados con una corona de laurel. El tercer cuartel que ocupará toda la parte inferior será azul, y contendrá un caballo indómito blanco, como símbolo de la independencia y de la libertad. El escudo tendrá por timbre el emblema de la abundancia, y en la parte inferior un rama de oliva y una palma atadas con tiras azules y amarillas, en que se leerán las inscripciones siguientes: en el centro, Dios y Federación; a la izquierda 5 de julio de 1811-Independencia; a la derecha, la fecha en que se promulgue la Constitución de los Estados Unidos de Venezuela.- Libertad.
Artículo 4.º: El presente decreto será autorizado por todos los Secretarios de Estado.

Dado en Caracas a 29 de Julio de 1863, año 5.º de la Federación. J.C. Falcón.-  Por el Ciudadano Presidente.- El Secretario de lo Interior y Justicia, Mariano de Briceño.- El Secretario de Hacienda y Relaciones Exteriores, Antonio Guzmán Blanco.- El Secretario de Guerra y Marina, Manuel E. Bruzual.- El Secretario de Fomento, Guillermo Iribarren.
Decreto N.º 1353, 29 de julio de 1863.

### Bandera de 1905

Bandera nacional de los Estados Unidos de Venezuela (1905-1930)

Mediante decreto del 28 de marzo de 1905, el entonces presidente provisional de los Estados Unidos de Venezuela, general Cipriano Castro, decretó la colocación de las siete estrellas en circunferencia, sin ninguna en el centro:

### Bandera de 1930

Bandera nacional de los Estados Unidos de Venezuela (1930-1953) y la República de Venezuela(1953-1999)

El 15 de julio de 1930 el Congreso de la República derogó el decreto del general Cipriano Castro, estableciendo nuevamente la posición de las estrellas, colocándolos en semicírculo. Esta disposición es la que prevalece hasta nuestros días.

### Bandera de 1942
El 22 de junio de 1942, el Congreso de la República redactó una nueva «Ley de Bandera, Escudo e Himno Nacional» que, aunque no decretó ningún cambio a la bandera, establecía en su segundo parágrafo, que en las banderas de los particulares es facultativo el uso de las estrellas, es decir, que se pueden usar o no.

Bandera estatal de la República de Venezuela (1954-2006)

### Bandera de 1954
El 17 de febrero de 1954 es aprobado otra «Ley de Bandera, Escudo e Himno Nacional» que deroga la anterior. Se establece que en el escudo de armas se sustituya la inscripción «República de Venezuela» por la de los «Estados Unidos de Venezuela» siendo este el único cambio presentado entre ésta y la anterior versión de la bandera.

Bandera propuesta en 1997 que contenía la efigie de Simón Bolívar en el cantón derecho.

### Bandera actual
El 19 de octubre de 1999 se discutió el tema de la bandera nacional en la Asamblea Nacional Constituyente. Al efecto, el tema propuesto sobre los signos señalaba que «la bandera nacional con los colores amarillo, azul y rojo y siete estrellas; el himno nacional “gloria al bravo pueblo” y el escudo de armas de la República son los símbolos de la Patria». La mención de las siete estrellas hizo que los constituyentes del Estado Bolívar; Alejandro Silva, Leonel Jiménez Carupe y Antonio Briceño recordaran y solicitaran el reconocimiento de ocho estrellas, representante esta última de su región provincia de Guayana. Se recordó al efecto que el general Simón Bolívar había dictado un decreto reconociendo la provincia de Guayana como octava estrella.

Propuesta de bandera con 10 estrellas.

Otros constituyentes como Vinicio Romero Martínez a nivel nacional y Roberto Jiménez Maggiollo del Estado Zulia, señalaron que la misma reclamación debía operar con respecto a las provincias de Coro y Maracaibo. Inclusive el escritor Manuel Martínez Acuña, presidente de la Asociación de Escritores del Zulia, planteó la proposición de incluir tantas estrellas como estados, como es el caso de las 50 estrellas de los Estados Unidos, y no porque todos ellos hubiesen participado en la Guerra de Independencia de América, sino porque son entidades representativas de un país formado por 50 entidades.
El constituyente Jorge Olavarria intervino diciendo que la Constitución de Venezuela de 1819 señalaba que «Venezuela era una y única y que tenía diez provincias», por lo cual las estrellas serían diez. Pero al crearse en 1819 la República de Colombia las estrellas fueron descartadas. En consecuencia, las siete estrellas que en principio significaron para el canónigo José Cortés Madariaga y para los conspiradores del Congreso de Cariaco las siete provincias bajo el régimen republicano, se convirtieron luego en símbolo de unión de todos los venezolanos. Ya hoy en día nadie piensa que las siete estrellas simbolizan una parte de Venezuela y que otra parte de Venezuela está fuera de ese simbolismo. Recordó además que en los inicios de la Guerra Federal, el general Ezequiel Zamora decretó la inclusión de 20 estrellas, representando a los estados autónomos y soberanos, pero que luego el mariscal Juan Crisóstomo Falcón dijo: «Regrésese a las 7 estrellas o pónganse las 7 estrellas», y así se quedaron hasta el año 2006.
El 7 de marzo de 2006, la Asamblea Nacional derogó la Ley de Bandera, Escudo e Himno Nacional del 17 de febrero de 1954.
El 9 de marzo de 2006 aparece publicada en la gaceta oficial número 38.394, la Ley de Bandera Nacional, Himno Nacional y Escudo de Armas de la República Bolivariana de Venezuela, aprobada por la Asamblea Nacional y en el artículo 3 señala "La Bandera Nacional se inspira en la que adoptó el Congreso de la República en 1811. Está formada por los colores amarillo, azul y rojo, en franjas unidas, iguales y horizontales en el orden que queda expresado, de superior a inferior y, en el medio del azul, ocho estrellas blancas de cinco puntas, colocadas en arco de círculo con la convexidad hacia arriba"; queda así establecida la inclusión de una octava estrella, en representación de la provincia de Guayana, y en cumplimiento del decreto del libertador Simón Bolívar del 20 de noviembre de 1817, en el que ordenaba la inclusión de dicho símbolo.

## Variantes

### Bandera de Estado y Guerra

Bandera de Estado y Guerra: La Presidencia de la República y la Fuerza Armada Nacional, así como los edificios públicos nacionales, estatales y municipales, usan esta variante.

También conocida como el «Pabellón Nacional». Según el artículo 3 de la «Ley de Símbolos Patrios», los organismos del Estado, así como la Fuerza Armada Nacional Bolivariana usarán una variante de la bandera establecida como símbolo estatal, esta bandera se diferencia de la bandera civil pues llevará en la esquina superior izquierda, próxima al asta, el escudo de armas de Venezuela. El uso de esta bandera es común por parte de la población civil y la Marina Mercante, no haciendo distinción entre la versión oficial y esta versión.

### Bandera Civil y Mercante
También conocida como la «Bandera Nacional». Según el artículo 3 de la «Ley de Símbolos Patrios», está destinada al uso cotidiano de la población civil para su enarbolación en los días patrios e igualmente para la identificación de los buques y embarcaciones de nacionalidad venezolana.

### Banderas militares e insignias
A pesar de que la bandera nacional, en su versión civil y estatal, arropa y señaliza varias funciones de las mismas, los diversos componentes de las Fuerzas Armadas de Venezuela, así como la presidencia, han adoptado banderas distintas para simbolizar a sus respectivas instituciones.

Estandarte del Ejército Nacional de Venezuela.
Bandera de proa de la Armada Nacional.

## Protocolo

### Día de la Bandera
Fue el presidente Rómulo Betancourt quien, en decreto del 3 de julio de 1963, instituyó el 12 de marzo de cada año como Día de la Bandera, considerando «que ese día debe corresponder al momento histórico en que el glorioso emblema se izó por primera vez como símbolo que inflamó de patriotismo al corazón de los Libertadores, para realizar la epopeya de la Independencia Nacional...». Años más tarde el presidente de la república, teniente coronel Hugo Chávez Frías, el 3 de agosto de 2006, decretó esta fecha como el Día de la Bandera, en justicia para el generalísimo Francisco de Miranda Rodríguez y los mártires que llegaron hace 200 años a La Vela de Coro para izar por primera vez el tricolor nacional.

### Uso diario

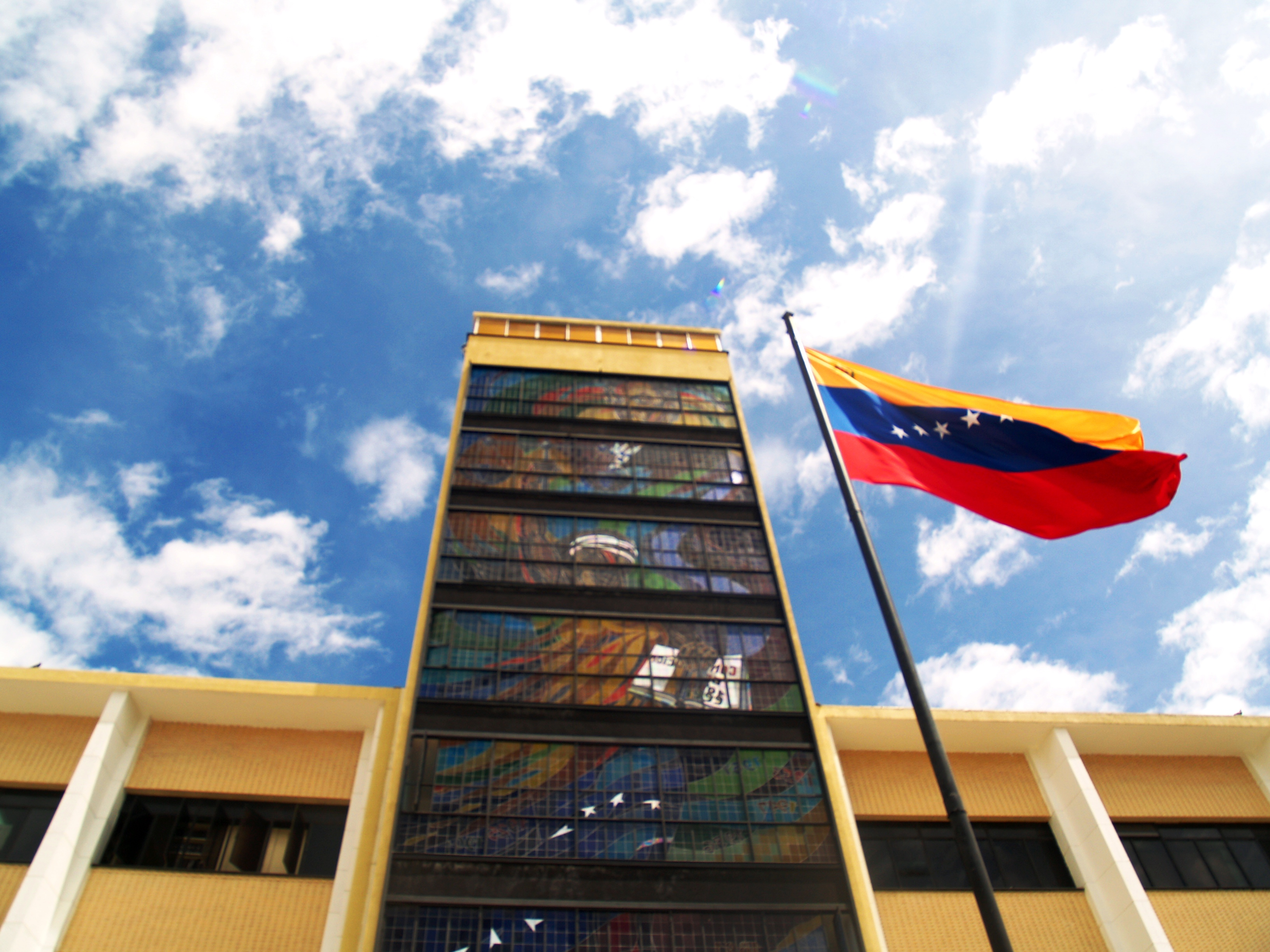
Bandera de Venezuela ondeando en la sede del Edificio Nacional en Barquisimeto.

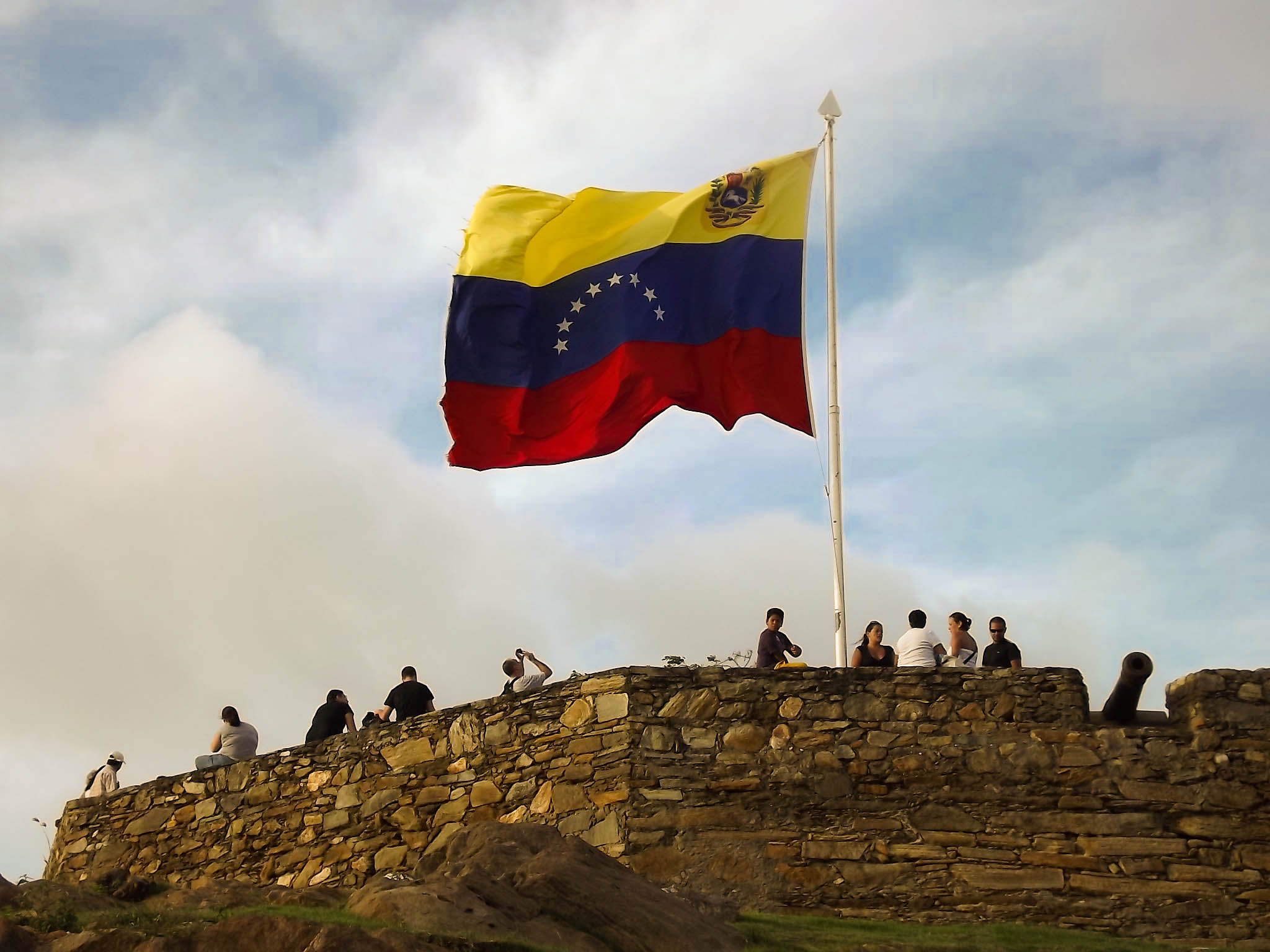
Bandera de Venezuela en el Fortín de La Galera, Juan Griego.

Al igual que la mayoría de las banderas nacionales, la bandera venezolana debe ser enarbolada todos los días en las instalaciones de organismos públicos a las 7 de la mañana, siendo arriada a las 6 de la tarde, para el caso de las demás instituciones privadas, comercios y población civil, la bandera deberá ser enarbolada los días de fiesta nacional o cuando así lo disponga el Ejecutivo Nacional. Las instalaciones que deben izar la bandera de forma obligatoria son:
- En el Palacio Federal Legislativo, durante las sesiones de la Asamblea Nacional y en los edificios donde se reúnan los Consejos Legislativos, mientras estén en sesión.
- En las oficinas públicas nacionales, estadales y municipales, los días declarados de Fiesta Nacional y las demás fechas en que por resoluciones especiales lo dispongan las autoridades competentes.
- En las sedes de las embajadas, legaciones, consulados y agencias del país en el exterior, los días de Fiesta Nacional o cuando lo prescriba el protocolo de cada país.
- En el Palacio de Miraflores, edificio del Despacho del Presidente de la República Bolivariana de Venezuela, diariamente.
- En las instalaciones de la Fuerza Armada Nacional, las fortalezas y demás edificios militares, en los casos determinados por las leyes y reglamentos pertinentes.
- En los buques mercantes venezolanos se mantiene izado el pabellón nacional en su versión sin escudo, debido a que la actividad mercante es netamente civil.

Actualmente no existe una reglamentación específica acerca de las dimensiones de la bandera nacional, su uso dentro de las instituciones públicas, privadas o el pueblo en general o una reglamentación de su forma y actos protocolares que la rijan por lo que los mismos están determinados por libre albedrío. Sin embargo, siguiendo el modelo de los actos protocolares instruidos en las fuerzas armadas, las instituciones educativas, siguen actualmente un acto protocolar similar para el izado de la bandera durante los días de actos especiales dentro de la institución, también llamados actos cívicos.
Por respeto a la bandera, dentro de la cultura popular se ha arraigado que al ser izada la bandera, esta se izará simultáneamente con el toque del Himno Nacional, y cada persona presente adoptará una posición inmóvil, derecho y con los puños cerrados pegados a las caderas, la vista hacia la bandera y sin gorra o sombrero sobre la cabeza.

### Plegado
A pesar de que no existe un reglamento oficial que determine el proceso de plegado o doblado de la bandera nacional, existe una técnica muy difundida en el país acerca de la forma particular de ser doblada la bandera al igual que en otros países, en especial dentro de las escuelas, grupos de exploradores e instituciones militares.
Se desconoce acerca de cuándo comenzó la práctica de doblado de la bandera en el país, sin embargo se pueden considerar algunas opciones como la posibilidad de ser una adaptación a la costumbre de doblado de otros países de la región como los Estados Unidos, en donde se originó la singular forma de doblado de la bandera. En el caso venezolano, el doblez de la bandera posee dos diferentes maneras dependientes de la bandera que se tome, sea esta la Bandera de Estado y Guerra, o la Bandera Civil y de Marina Mercante.
- Para el caso de la Bandera de Estado y Guerra (Pabellón Nacional) se toma la bandera una vez bajada del asta y se sujeta por sus cuatro esquinas, se dobla en primer lugar la franja roja de manera que se posicione por encima de la azul y a continuación se coloca la franja amarilla por encima de la roja, de manera que la franja amarilla y el escudo nacional se vean por la cara superior mientras que la franja azul contentiva de las estrellas se reflejen por la cara opuesta. A continuación, y en forma triangular, se dobla hacia abajo, paso a paso la franja amarilla desde el borde de vuelo hasta llegar al final del borde de izado de manera que este puede ser introducido en la solapa, así, la bandera se verá vestida por el color amarillo y el Escudo Nacional.
- La Bandera Civil y Mercante (Bandera Nacional), después de ser bajada del asta, es transportada hasta el sitio del doblado, una vez allí, se toma de las cuatro punta en un proceso realizado por al menos 2 personas y se posiciona la franja amarilla sobre la azul y sobre esta la roja, quedando por la cara inferior el color azul con las estrellas y por la superior el color rojo, y al igual que en el proceso anterior, se dobla hasta llegar a un triángulo con las estrellas y el color azul como único elemento visible y el que viste al resto de la bandera.

### Himno y Juramento Estudiantil
La bandera nacional posee su propio himno, el cual fue compuesto en 1889 con música de Francisco Araldi y letra de Gerónimo Zolessi, la cual reza:
I

Oh Bandera del pueblo Caribe

vivo foco de luz y de honor

en tus pliegues mi patria se exhibe

grande en gloria y rica en valor.

II

Difundiste por cumbres y llanos

la epopeya de la libertad

y dejaste sobre ambos océanos

los relumbres de la heroicidad.

III

Venezuela la hermosa y pujante

en sus brazos la gloria te alzó

y en tu seno de amor palpitante

siete estrellas de vida encendió.
De la misma manera también se le ha adjuntado un Juramento Estudiantil, el cual consta de una Promesa y una Juramentación final.

#### Promesa
¡Bandera Mía!

¡Mi Patria eres tú!

Y la Patria es la tierra: ¡Venezuela!

Es el Llano, son los Andes, es el Mar que nos rodea.

Es la Selva y sus riquezas.

Son sus ríos.

Son sus hombres, sus mujeres y sus niños.

Es su música.

Es la Lengua Castellana en que te hablamos.

Es la Historia que es Bolívar.

¡Son mis padres, mis hermanos, mis amigos, mis maestros!.

Aquí vengo reverente,

El cariño, el respeto y la adhesión que te debemos

¡Porque eres, mi Bandera, todo eso! Y eres más.

Te prometo, cada día, ser mejor:

Estudiar con dedicación.

Ser honesto y capaz.

Contribuir a tu grandeza

Y elevar, hasta el cielo,

Esas franjas amarilla, azul y roja

¡Y entregarle ocho estrellas que le faltan!

#### Juramentación
Maestro:

¡Joven venezolano

que de la Bandera has hecho

una imagen de la Patria!

¡Has hecho una promesa!

¿Juras cumplirla?

Estudiantes:

¡Juramos!